# 바람과 함께 사라지다 (2012년 영화)
바람과 함께 사라지다는 2012년 개봉한 대한민국의 영화이다.

## 캐스팅
- 차태현 - 이덕무 역
- 오지호 - 백동수 역
- 민효린 - 백수련 역
- 성동일 - 장수균 역
- 신정근 - 석대현 역
- 고창석 - 홍석창 역
- 송종호 - 김재준 역
- 이채영 - 유설화 역
- 천보근 - 어린 정군(어린 정약용) 역
- 김향기 - 난이 역
- 김구택 - 조영철 역
- 독고준 - 조상진 역
- 이문식 - 양씨 역
- 장남열 - 병조판서 역
- 송중기 - 성인 정군(성인 정약용) 역
- 오나라 - 혜정 역
- 김길동 - 김철주 역

## 단역
- 권혁풍 - 이성호 역
- 최태환 - 그림자 역
- 김홍수 - 최포고 역
- 이시헌 - 정조 역
- 이종혁 - 대군 역
- 정종열 - 형조판서 역
- 김왕근 - 빙부장 역
- 최광덕 - 우의정 역
- 진용욱 - 경강민 역
- 김강일 - 장빙업자1 역
- 윤종구 - 장빙업자2 역
- 김주영 - 개똥이 역
- 조재룡 - 순라군1 역
- 최대호 - 순라군2 역
- 김록경 - 바구니장수 역
- 김민혁 - 서빙고 별감 역
- 이상협 - 조영철의 부하 역
- 엄문찬 - 내시 역
- 문영동 - 제사장 역
- 성치호 - 인솔포교 역
- 오희준 - 서빙고 머슴 역
- 정하윤 - 열녀 역
- 김창겸 - 예조판서 역
- 채송화 - 거구녀 역
- 이석표 - 애꾸눈 역
- 김주아 - 기생1 역
- 배단희 - 기생2 역
- 하윤채 - 기생3 역
- 한유림 - 기생4 역
- 송혜윤 - 기생5 역
- 이아람 - 몽롱녀5 역
- 주하린 - 몽롱녀6 역

## 우정출연
- 심철종 - 문신남 역

## 특별출연
- 남경읍 - 조명수 역

## 수상
- 2012년 제33회 청룡영화상 신인감독상
- 2012년 제49회 대종상 영화제 신인감독상
- 2012년 제7회 런던한국영화제 K-피리어드
- 2013년 제49회 백상예술대상 영화 남자인기상
- 2013년 제17회 판타지아 영화제 장편 영화
- 2013년 제31회 브뤼셀 판타스틱 영화제 오피셜 셀렉션, 칠드런 애드미티드
- 2013년 제33회 판타스포르토 국제영화제 수상 오리엔트 익스프레스 - 작품상 (김주호)
- 2013년 제2회 애틀랜타 대한민국 영화제 한국영화 라인업